# Francisca Celsa dos Santos
Pour les articles homonymes, voir dos Santos.
Francisca Celsa dos Santos, née le 21 octobre 1904 à Cascavel et morte le 5 octobre 2021 à Fortaleza est une supercentenaire brésilienne. Celsa dos Santos est considérée comme la personne la plus âgée de l'histoire du Brésil après avoir dépassé Maria Gomes Valentin le 4 octobre 2019, dont l'âge est validé par le GRG.

## Records de longévité
L'âge de Celsa dos Santos a été officiellement validé par le GRG le 9 juillet 2020, alors qu'elle avait 115 ans et 262 jours. À l'époque, cela faisait d'elle la 25e personne la plus âgée jamais validée par le GRG. Cela signifie également qu'elle est devenue la Brésilienne la plus âgée de toute l'histoire, rétroactivement au 4 octobre 2019, date à laquelle elle a dépassé le précédent record de 114 ans, 347 jours établi par Maria Gomes Valentim.
Elle est entrée dans le top 20 des plus anciennes validées de tous les temps en décembre 2020, dépassant l'âge de l'espagnole Ana María Vela Rubio de 116 ans et 47 jours. Le 4 octobre 2021, Celsa dos Santos a dépassé l'âge de Maria Capovilla, devenant la personne la plus âgée d'Amérique du Sud et d'Amérique latine validée.
Un jour plus tard, le 5 octobre 2021, Francisca Celsa dos Santos est décédée à l'âge de 116 ans et 349 jours, seulement 16 jours avant son 117e anniversaire. Elle est actuellement la personne validée la plus âgée à mourir en 2021 et la personne validée la plus âgée à mourir depuis la mort de Chiyo Miyako le 22 juillet 2018. Elle est également la personne validée la plus âgée jamais enregistrée à ne jamais devenir la personne vivante la plus âgée au monde, ou même la deuxième personne vivante la plus âgée au monde, dépassée par Kane Tanaka et Lucile Randon.

## Décès
Elle décède le 5 octobre 2021 à Fortaleza, victime d'une pneumonie, 16 jours avant son 117e anniversaire.